# Вундерлих, Иоганн Георг
Иоганн Георг Вундерлих (нем. Johann Georg Wunderlich; февраль 1755, Байройт — 1819, Париж) — немецкий флейтист.
Первые уроки игры на флейте получил у своего отца — гобоиста. С 1776 учился в Париже у Феликса Ро. С 1782 — вторая флейта в Гранд-Опера в Париже. С 1787 по 1813 — директор Гранд-Опера. С 1795 по 1816 — профессор Парижской консерватории, среди его учеников в частности Жан Луи Тюлу и Антуан Бербигье. Играл на траверсфлейте с 5 клапанами. Автор сонат, пьес и упражнений для флейты. Завершил, обработал и отредактировал начатую Антуаном Юго школу игры на флейте (фр. Méthode de Flûte; 1801), выпущенную под двумя именами и в таком виде принятую в консерватории в качестве учебного пособия.

## Интересные факты
Тёзка и однофамилец флейтиста Иоганна Вундерлиха (нем. Johann Wunderlich; июнь 1833, Нойштадт-Кобург - 11 ноября 1896, Штутгарт), который был учеником Теобальда Бёма и служил капельмейстером оркестра в Штутгарте.